# أبو منجل
أبو منجل أو أبو حَنَش (بالإنجليزية: Ibis)‏ ويعرف عنز الماء (لأن شكله يشبه الماعز) هو أحد الطيور المائية من فصيلة أبوملعقة، وأهمها نوعان: أبو منجل الأسود، وأبو منجل المحرم (المقدس) وهي طيور خواضة ذات منقار طويل ورفيع ومنحني للأسفل وساقين طويلتين، يوجد في الأقاليم الدفيئة في نصفي الكرة الأرضية الشمالي والجنوبي. وقد سمي تشبيها بالمنجل في شكل منقاره.

## الوصف
طول جسمه حوالي قدمين أو (65 سم) وغالبية طيور أبو منجل تعيش في مستعمرات كبيرة العدد وهي تتغذى على الأسماك والحيوانات المائية الأخرى الموجودة في البرك والمستنقعات والبحيرات والمجاري.

## التاريخ
وهناك أنواع من أبو منجل منها أبومنجل المقدس Threskioris Aethiopica الذي عبده قدماء المصريين، هو طائر تميزه عن غيره باللونين الأبيض والأسود، ولا يعيش حالياً في حوض النيل وشاع بالخطأ أنه انقرض من العالم، إلا أنه لايزال يستوطن أجزاء أخرى من أفريقيا.
في الجزء الجنوبي من أميركا الشمالية يوجد أبو منجل الأبيض الأمريكي Eudocimus Albus .
وهناك طائر آخر كان يسمى سابقاً أبو منجل Wood Ibis، وهو في واقع الأمر من فصيلة اللقلق وليس من فصيلة أبو منجل إلا أنه يشبهه.
هناك نوع آخر لا يقل جمالاً وهو أبو منجل القرمزي أو الأحمر في أمريكا الجنوبية E.ruber ويشاهد أحياناً زائراً في جنوب الولايات المتحدة الأمريكية.

## في الخرافات
يعتقد ان من كان لديه مغص و رأى أبو منجل سوف يزول و يرجع سبب ذلك إلى ان منقاره يشبه الحقنه الشرجيه

## الأجناس
الفصيلة:أبو منجليات :أبو منجل
- - جنس Threskiornis
    - أبو منجل المقدس
    - أبو منجل المقدس المدغشقري
    - أبو منجل المقدس ريونيون
    - أبو منجل أسود الرأس
    - أبو منجل الأبيض الأسترالي
    - أبو منجل قشي العنق

  - جنس Pseudibis
    - أبو منجل الأسود الهندي
    - أبو منجل أبيض الكتف

  - جنس Geronticus
    - أبو منجل أقرع جنوبي
    - أبو منجل أقرع شمالي

  - جنس Nipponia
    - أبو منجل المتوج الياباني

  - جنس Bostrychia
    - أبو منجل الزيتوني
    - أبو منجل الزيتوني القزم
    - أبو منجل ذا بقعة الصدر
    - أبو منجل الحدادة
    - أبو منجل الضافر

  - جنس Theristicus
    - أبو منجل بلومبيوس
    - أبو منجل برتقالي العنق
    - أبو منجل أسود الوجه

  - جنس Cercibis
    - أبو منجل حاد الذيل

  - جنس Mesembrinibis
    - أبو منجل الأخضر

  - جنس Phimosus
    - أبو منجل عاري الوجه

  - جنس Eudocimus
    - أبو منجل أبيض الأمريكي
    - أبو منجل القرمزي

  - جنس Plegadis
    - أبو منجل المصقول
    - أبو منجل أبيض الوجه
    - أبو منجل بونا

  - جنس Lophotibis
    - أبو منجل المتوج المدغشقري

|  |  |